# 飯田哲矢
 飯田 哲矢（いいだ てつや、1991年3月28日 - ）は、神奈川県藤沢市出身の元プロ野球選手（投手）。左投左打。

## 経歴

### プロ入り前
中学校時代は、軟式野球部で一塁手と投手としてプレー。藤沢翔陵高等学校入学後、投手に転向。2年次からエースを務め、高い潜在能力からメジャースカウトも視察に来るほどだった。甲子園出場経験はなし。
亜細亜大学に入学し、1年生の春から中継ぎとしてリーグ戦に登板。しかし、チームメイトに、後にプロ入りする同期の東浜巨、1年下に九里亜蓮がいたことから、登板機会は限られていた。リーグ通算15試合、2勝1敗、防御率2.41。また同期に高田知季、2学年後輩には山﨑康晃、3年後輩に藤岡裕大がいた。
JR東日本に入社し、1年目から公式戦に出場、都市対抗野球でも好投を見せるなど活躍。この頃から140kmにも届かなかった球速が145kmに上がり、変化球にも磨きをかけた事から、スカウトからも注目される投手に成長した。社業では営業部の所属ながら駅員として池袋駅での勤務や運転席への同乗勤務もあったという。
2014年10月23日、ドラフト会議で広島東洋カープから6位指名を受け、11月20日、契約金4000万円、年俸800万円で仮契約を結んだ。

### プロ入り後
2015年は、5月23日の東京ヤクルトスワローズ戦で一軍デビュー。7回から登板し、1回1安打無失点だった。16試合の登板ながら防御率2.65という成績を残した。
2017年は開幕一軍を勝ち取り、阪神タイガースとの開幕戦に3番手として登板した（1回1失点）。の秋季キャンプよりサイドスローへの転向に取り組んでいる。
2019年1月5日、2018年11月28日に広島市内在住の一般女性と結婚したことを発表。同年のシーズンオフに戦力外通告を受け、現役を引退。引退後も球団に残り、現在はスコアラーを務めている。

## プレースタイル

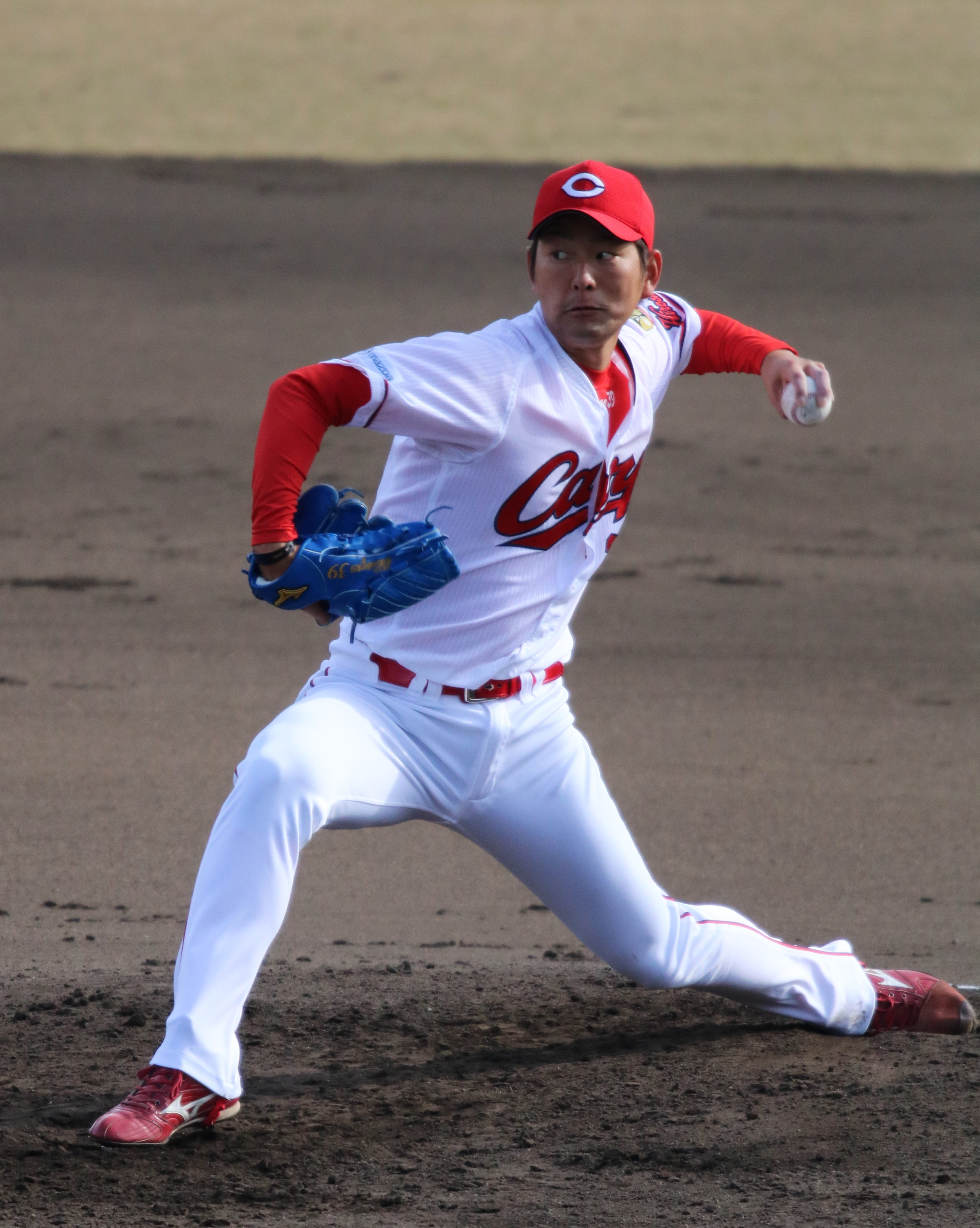
投球フォーム(2017/11/20)

145km/hの直球と、落差のあるカーブ、カットボール、チェンジアップを投げ分ける。

## 詳細情報

### 年度別投手成績
| 年 度    | 球 団    | 登 板 | 先 発 | 完 投 | 完 封 | 無 四 球 | 勝 利 | 敗 戦 | セ 丨 ブ | ホ 丨 ル ド | 勝 率 | 打 者 | 投 球 回 | 被 安 打 | 被 本 塁 打 | 与 四 球 | 敬 遠 | 与 死 球 | 奪 三 振 | 暴 投 | ボ 丨 ク | 失 点 | 自 責 点 | 防 御 率 | W H I P |
| -------- | -------- | ----- | ----- | ----- | ----- | -------- | ----- | ----- | -------- | ----------- | ----- | ----- | -------- | -------- | ----------- | -------- | ----- | -------- | -------- | ----- | -------- | ----- | -------- | -------- | ------- |
| 2015     | 広島     | 16    | 0     | 0     | 0     | 0        | 0     | 0     | 0        | 0           | ----  | 72    | 17.0     | 12       | 1           | 10       | 0     | 0        | 11       | 0     | 0        | 6     | 5        | 2.65     | 1.29    |
| 2016     | 広島     | 2     | 0     | 0     | 0     | 0        | 0     | 0     | 0        | 0           | ----  | 14    | 3.1      | 4        | 0           | 0        | 0     | 0        | 4        | 0     | 0        | 0     | 0        | 0.00     | 1.20    |
| 2017     | 広島     | 8     | 0     | 0     | 0     | 0        | 0     | 0     | 0        | 1           | ----  | 41    | 7.0      | 15       | 0           | 5        | 0     | 0        | 8        | 0     | 0        | 8     | 8        | 10.29    | 2.86    |
| 2018     | 広島     | 14    | 0     | 0     | 0     | 0        | 0     | 0     | 0        | 0           | ----  | 62    | 13.0     | 17       | 3           | 6        | 1     | 0        | 16       | 1     | 0        | 9     | 9        | 6.23     | 1.77    |
| NPB：4年 | NPB：4年 | 40    | 0     | 0     | 0     | 0        | 0     | 0     | 0        | 1           | ----  | 189   | 40.1     | 48       | 4           | 21       | 1     | 0        | 39       | 1     | 0        | 23    | 22       | 4.91     | 1.71    |

### 年度別守備成績
| 年 度 | 球 団 | 投手  | 投手  | 投手  | 投手  | 投手  | 投手     |
| 年 度 | 球 団 | 試 合 | 刺 殺 | 補 殺 | 失 策 | 併 殺 | 守 備 率 |
| ----- | ----- | ----- | ----- | ----- | ----- | ----- | -------- |
| 2015  | 広島  | 16    | 0     | 2     | 0     | 0     | 1.000    |
| 2016  | 広島  | 2     | 1     | 0     | 0     | 0     | 1.000    |
| 2017  | 広島  | 8     | 0     | 0     | 0     | 0     | ----     |
| 2018  | 広島  | 14    | 0     | 1     | 0     | 0     | 1.000    |
| 通算  | 通算  | 40    | 1     | 3     | 0     | 0     | 1.000    |

### 記録
- 初登板：2015年5月23日、対東京ヤクルトスワローズ9回戦（MAZDA Zoom-Zoom スタジアム広島）、7回表に3番手で救援登板、1回無失点
- 初奪三振：2015年6月24日、対阪神タイガース9回戦（富山アルペンスタジアム ）、5回表に福留孝介から空振り三振
- 初ホールド：2017年4月5日、対中日ドラゴンズ2回戦（ナゴヤドーム）、11回裏に6番手で救援登板、1/3回を無失点

### 背番号
- 39 （2015年 - 2019年）